# Felipe Navarro y Ceballos-Escalera
Felipe Navarro y Ceballos-Escalera (Madrid 1862 - Paracuellos de Jarama, 1936) est un militaire espagnol, connu pour avoir été l’un des principaux protagonistes de la débâcle d’Anoual, survenue en juillet 1921 dans le Maroc espagnol.
Issu d’une famille de tradition militaire (par son père) et aristocratique (par sa mère), Navarro se diplôma à l’académie de cavalerie en 1880 et fit ses débuts en Espagne métropolitaine dans des régiments de hussards et de lanciers, ainsi qu’au ministère de la Guerre. À partir de 1893, il suivit une formation d’officier d’état-major, mais interrompit plusieurs fois son cursus en se portant volontaire pour combattre au Maroc en 1893, à Cuba contre les indépendantistes en 1895, puis aux Philippines contre les insurgés en 1897. Retourné en métropole, il dirigea des unités de cavalerie, accomplit des missions d’enseignement, travailla au sein du ministère de la Guerre, et fut désigné aide de camp du roi Alphonse XIII et gentilhomme de la chambre de la maison royale espagnole.
En 1909, il participa — d’abord comme attaché au quartier-général, puis comme chef des unités de cavalerie — aux opérations militaires dans la zone orientale du protectorat marocain (chef-lieu Melilla). À partir de 1919, il fut actif dans la zone occidentale, comme commandant en chef à Ceuta, puis de nouveau dans la zone de Melilla, comme commandant en second sous les ordres du commandant général de cette zone, Fernández Silvestre. À ce dernier titre, il prit part aux opérations éclair menées en 1920 par son supérieur à l’ouest du fleuve Kert et qui visaient à mettre à bref délai la totalité du Rif sous autorité espagnole. Silvestre, grisé par ses succès, s’enhardit à l’été 1921 à effectuer une percée plus à l’ouest encore, opération téméraire qui allait provoquer en juillet 1921, sous les assauts des troupes d’Abdelkrim, un effondrement de la ligne de front espagnole et une retraite en débandade après le suicide de Silvestre. Navarro accomplit le principal fait d’armes de sa carrière lorsqu’il lui incomba de prendre en mains la colonne de repli, désorganisée et démoralisée, qu’il se proposait de diriger par étapes successives jusqu’à la place de Melilla. Cependant, lui et sa colonne durent se retrancher à mi-chemin dans le fort de Mont-Aroui, et y soutenir un siège implacable par les milices rebelles locales. Désespérant de voir arriver des renforts de Melilla, il finit par capituler, mais la quasi-totalité de ses effectifs fut perfidement massacrée, et lui-même fait prisonnier et emmené dans le fief d’Abdelkrim, sur la baie d’Al Hoceïma, où il passera un an et demi en captivité. Rentré à Madrid en janvier 1923, il dut faire face à des graves accusations devant un conseil de guerre, mais fut blanchi de toute faute et rétabli dans ses statuts.
Après avoir occupé l’office de commandant général de Ceuta de 1924 à 1925, Navarro rentra définitivement en métropole, où il remplit de hautes fonctions militaires, tout en siégeant d’office, de 1927 à 1930, à l’Assemblée consultative instituée par le dictateur Primo de Rivera. Au début de la guerre civile, alors qu’il était retraité et n’avait pas pris part au coup d’État de juillet 1936, il fut arrêté à son domicile madrilène par des milices du Front populaire et écroué dans la prison Modèle, avant d’être exécuté extrajudiciairement, en même temps que son fils cadet, lors des massacres de Paracuellos de novembre 1936.

## Ascendances
Felipe Navarro avait pour père le général Carlos Navarro y Padilla, sénateur, membre du Conseil d'État et procureur au Conseil suprême de justice militaire, qui exerçait, à la date de naissance de son fils Felipe, la fonction bureaucratique de Jefe del Detall (acronyme de Departamento Estadístico de Trámite Administrativo de Libros y Listados, soit le service du personnel) à l’École spéciale d’état-major, et pour mère Francisca de Ceballos-Escalera y González de la Pezuela, sœur de Joaquín de Ceballos-Escalera, premier marquis de Miranda de Ebro, général de division, député aux Cortes et Benemérito de la Patria. Il avait une sœur aînée, Carmen.
Il était le petit-fils de Rafael de Ceballos-Escalera y Ocón, capitaine-général assassiné à Miranda de Ebro par des soldats mutinés lors de la Première guerre carliste, et de son épouse María del Carmen González de la Pezuela y Ceballos, Dame de l’ordre de la Reine Marie-Louise et fille de l’avant-dernier vice-roi du Pérou, Joaquín de la Pezuela.

## Carrière militaire

### Débuts
En septembre 1877, à l’âge de quinze ans, Felipe Navarro fut inscrit comme cadet à l’Académie de cavalerie de Valladolid, d’où il sortit diplômé et major de sa promotion avec le grade d’enseigne en juillet 1880, à l’âge de 18 ans. Il reçut sa première affectation dans le régiment de hussards cuirassés Pavía, où il servit jusqu’à sa nomination en août 1882 au poste d’aide de camp du ministre de la Guerre, le général Arsenio Martínez-Campos. Après que son supérieur eut quitté en octobre 1883 le ministère de la Guerre pour aller remplir l’office de capitaine-général de l’armée, il emmena avec lui Navarro, le plaçant d’abord sous ses ordres directs, avant de le nommer ensuite comme son aide de camp en février 1885,.
Le 26 juin 1886, il épousa à La Nou, dans la province de  Tarragone, María Cristina Morenés y García Alessón, VIe baronne de la maison Davalillo, née à Madrid en 1862, fille de Carlos Morenés y de Tord, baron de las Cuatro Torres et gentilhomme de la chambre, et de María Fernanda García-Alessón y Pardo de Rivadeneyra, comtesse del Asalto, marquise de Borghetto et baronne de la maison Davalillo. Par cette alliance, Felipe Navarro devint le VIe baron de la lignée.
En juin 1888, il se mit en disponibilité (de reemplazo, sans délai précis de réaffectation, mais avec option en cas de vacance de poste), et fut versé en septembre dans le Régiment de lanciers de la reine, où il poursuivit sa carrière après sa promotion en novembre au rang de lieutenant (à 26 ans). En décembre 1890, il réintégra le régiment Pavía, et occupa ensuite la charge d’aide de camp des généraux de division Federico Ochando et Bernardo Echaluce.
En décembre 1892, il fut à nouveau destiné au régiment de la Reine, auquel il allait continuer d’appartenir, même après qu’il eut en septembre 1893 été retenu comme élève à l’École d’état-major de l’École supérieure de guerre à Madrid, en vue d’obtenir la qualification d’officier d’état-major.

### Première guerre du Rif
Cependant, deux mois après le début de son cursus à l’école d’état-major, Felipe Navarro interrompit ses études après que se fut produite à Melilla la série de déboires militaires espagnols à l’origine de la Première guerre du Rif (appelée aussi en Espagne Guerra de Margallo), et se présenta comme volontaire dans l’Armée des opérations d’Afrique, dont le commandement avait été confié à Martínez-Campos, de qui Navarro fut à nouveau nommé aide de camp en novembre 1893.
Il participa aux opérations jusqu’au terme de la campagne militaire en mars 1894, et en fut récompensé par une croix du Mérite militaire, avec insigne distinctif blanc de 1re classe. À la fin du même mois, il regagna l’École supérieure de guerre, en même temps qu’il servait successivement dans le régiment de la Reine et dans le régiment de dragons Santiago.

### Guerre de Cuba
En avril 1895, à l’éclatement de la guerre d’indépendance de Cuba, Felipe Navarro interrompit une nouvelle fois ses études pour rejoindre à titre volontaire l’armée espagnole de Cuba, en tant qu’aide de camp de son général en chef, c’est-à-dire derechef, et pour la quatrième fois, Martínez-Campos. À son arrivée, il prit part aux opérations militaires contre les insurgés indépendantistes et allait se voir décerner la croix du Mérite militaire avec insigne distinctif rouge de 1re classe pour son comportement lors des opérations sur Mayarí Arriba et dans le combat du 3 juin à Seboruco. Il tomba malade en juillet et dut retourner en métropole, mais rejoignit dès septembre son affectation cubaine et les opérations de campagne. Le 7 janvier 1896, il participa au combat qui eut lieu dans la plantation de canne à sucre San Dimas, ce qui lui valut de se voir attribuer la croix de Marie-Christine (troisième décoration espagnole par ordre d’importance) de 1re classe,.
Ce même mois de janvier 1896, Martínez-Campos fut remplacé par Valeriano Weyler au poste de gouverneur de Cuba, de sorte qu’à la fin du mois, Navarro retourna lui aussi en métropole, où il fut désigné aide de camp de son oncle, le général de division Joaquín Ceballos-Escalera de la Pezuela, tout en reprenant le fil de ses études à l’École supérieure de guerre. En mars 1896, il monta au grade de capitaine (à 33 ans) et en septembre acheva enfin son cursus d’état-major. Le mois suivant, dans le but d’accomplir les stages pratiques réglementaires au sein du corps d’état-major, il fut versé dans le IVe corps d’armée, avant d’être nommé en décembre 1896, pour la cinquième et dernière fois, aide de camp de Martínez-Campos, lequel devait décéder en 1900,.

### Guerre des Philippines (1897) et retour en métropole
En janvier 1897, Felipe Navarro s’embarqua comme volontaire pour les Philippines, où l’insurrection indépendantiste avait éclaté quelques mois plus tôt. Durant son séjour dans l’archipel, il sut se distinguer par plusieurs faits d’armes et obtint plusieurs récompenses : croix du Mérite militaire avec insigne distinctif rouge de 1re classe (avec gratification) pour les combats des 3 et 4 mai dans le ravin Limbong et pour l’assaut et la prise du village d’Indang ; ascension (à l’âge de 34 ans, après avoir été capitaine depuis un an à peine) au grade de commandant pour mérites de guerre après la prise de Maragondon le 11 mai ; croix du Mérite militaire avec insigne distinctif rouge de 2de classe (avec gratification) pour son action menée le 30 mai à Talisay de Batangas, lors de laquelle il fut blessé et en récompense de laquelle il se vit décerner également la médaille de Sufrimientos por la Patria (Souffrances pour la Patrie) ; et la croix de Marie-Christine de 2de classe pour le combat survenu à Minuján le 9 décembre.
Bien que le général Fernando Primo de Rivera ait signé le 23 décembre 1897  avec les insurgés le pacte de Biak-na-Bato, qui mettait fin aux hostilités, Navarro demeura encore dans l’archipel jusqu’en mars 1898, chargé de différents services et apportant son concours à l’acte de soumission et à la remise d’armes par les diverses factions rebelles. Ses activités furent reconnues par une citation honorifique (Mención Honorífica Militar).
De retour en métropole, il put enfin prendre réception de son diplôme d’état-major, et après une période de mise en disponibilité fut versé en mai dans le régiment de cavalerie de réserve de Madrid no 39, puis en septembre dans le régiment de cavalerie Lusitania, où il resta en service jusqu’en décembre 1902, date à laquelle il passa professeur et chef du Detall (service du personnel) à l’École militaire d’équitation. En 1905, il faisait partie du jury du concours hippique international de Bruxelles, où il lui fut décerné par les autorités belges la croix de l’ordre de Léopold en reconnaissance de ses efforts dans l’accomplissement de cette mission. Le 4 octobre, il fut nommé par le roi Alfonso XIII gentilhomme de la chambre avec exercice. En janvier 1906, il rejoignit pour la troisième fois le régiment Pavía, sa première affectation, et la même année, lors des festivités organisées à la Cour à l’occasion du mariage d’Alphonse XIII, il passa sous les ordres directs des princes Gennaro, Rénier et Philippe de Bourbon-Siciles (tous trois fils d’Alphonse de Bourbon-Siciles, prétendant au trône du royaume des Deux-Siciles et chef de sa Maison royale).
En octobre 1907, il se vit confier la fonction d’aide de camp du roi d’Espagne et fut à ce titre placé en 1908 sous les ordres directs du grand duc Boris de Russie (petit-fils du tsar Alexandre II et cousin du tsar Nicolas II) pour la durée de son séjour en Espagne. En juillet de la même année, à l’âge de 45-46 ans, il fut promu lieutenant-colonel, tout en poursuivant son mandat d’aide de camp du roi, et officia à partir de novembre à Cordoue et à Madrid sous les ordres directs du prince héritier Rupprecht de Bavière.
En mai 1909, il siégea dans le jury du concours hippique international de Lisbonne, à l’issue duquel les autorités portugaises lui octroyèrent la croix de commandeur de l’ordre militaire de saint Benoît d’Aviz, pour avoir su mener à bien ladite mission.

### Guerre de Melilla (1909)
En novembre 1909, à la suite des graves incidents qui allaient donner lieu à la guerre de Melilla, Felipe Navarro fut rattaché au quartier-général du commandant en chef des forces d’opération à Melilla, où il remplit des missions de campagne et assista le 26 novembre à la prise de Sebt, d’Eulad-Daud et d’Atlaten, opérations grâce auxquelles furent atteints la plupart des objectifs de conquête de la campagne. Fin décembre, une fois terminées les hostilités, il retourna en métropole.
Felipe Navarro fut appelé à plusieurs reprises à escorter la famille royale lors de ses voyages en différents lieux de la péninsule Ibérique et en France. En août 1913, âgé de 51 ans, il fut promu colonel, en gardant ses fonctions d’aide de camp sous les ordres du roi.

### Guerre du Maroc

#### Dans la cavalerie de Larache (1914-1915) et au ministère de la Guerre (1916-1919)
Felipe Navarro participa en 1914 à plusieurs opérations sur le territoire de Larache, où il se distingua et fut récompensé par la croix du Mérite militaire avec insigne distinctif rouge de 3e classe. En mai 1914, il fut nommé commandant en chef des forces de cavalerie de la Comandancia General de Larache, et partit à nouveau en campagne. En raison de sa conduite notable dans différents combats, il se vit décerner plusieurs récompenses : croix du Mérite militaire avec insigne distinctif rouge de 3e classe, pour les combats du 2 août à Sidi-Bou-Haya et à Hjar Ennhal, et croix de Marie-Christine de 2e classe pour le combat de R´gaia du 18 novembre. À ses fonctions de commandant de la cavalerie de la Comandancia General de Larache vint s’ajouter en mai 1915 la charge de sous-inspecteur des troupes de ladite Comandancia, fonctions qu’il remplit à la satisfaction de sa hiérarchie.
En reconnaissance de son activité de campagne à Larache, il fut élevé au rang de général de brigade en octobre 1916 (alors âgé de 54 ans), mais resta en disponibilité jusqu’au moment où un an plus tard, en octobre 1917, il se vit confier la 3e brigade de cavalerie, basée à Burgos, qu’il commanda jusqu’en août 1918, date à laquelle il fut désigné chef de section au ministre de la Guerre, où il prit en charge le service de haras des armées (Servicio de Cría Caballar de las Fuerzas Armadas, service d’élevage équin des forces armées). À ce titre, il accomplit en septembre des missions d’inspection dans les haras d’Écija (dans la province de Seville), en décembre dans le dépôt de chevaux reproducteurs de Saragosse, et en mai 1919 dans les dépôts de chevaux reproducteurs et dans les haras de Jaén, Cordoue, Séville et Cadix, et eut à superviser la livraison des poulains aux corps de cavalerie. Entre-temps, en mars de la même année, il avait été élevé à chevalier Grand Croix de la l’ordre de Saint-Herménégilde.

#### À laComandancia Generalde Ceuta (1919-1920)
En juillet 1919, son ancien compagnon des campagnes de Cuba et de Larache, le général de division de cavalerie Manuel Fernández Silvestre, fut nommé commandant-général de Ceuta, dans la partie occidentale du Protectorat. Le poste de commandant en second étant tombé vacant, Navarro demanda à l’occuper, ce qui lui fut accordé le mois suivant. En sa qualité de chef en second de la Comandancia General de Ceuta, il entreprit une tournée d’inspection sur le territoire et assista aux opérations militaires menées dans celui-ci, prenant la direction de plusieurs d’entre elles. En février 1920, Silvestre fut fait commandant-général de Melilla (partie orientale du Protectorat), à la suite de quoi Navarro exerça par intérim le commandement général de Ceuta pendant deux semaines, jusqu’à l’entrée en fonction du successeur de Silvestre.

#### À laComandancia Generalde Melilla (1920-1921)
Felipe Navarro aspirait à redevenir le compagnon de Silvestre, de sorte que lorsque le poste de chef en second se trouva vacant à Melilla, il se porta candidat et fut retenu en novembre. Cette fonction de commandant en second de la Comandancia General de Melilla englobait aussi l’office de maire-président du Conseil fiscal (Junta de Arbitrios) de Melilla,, tâche qui, à une époque où la ville connaissait une croissance accélérée, accaparait une grande partie de son temps. Si certes Navarro s’attacha à participer à toutes les actions militaires de quelque importance (en particulier le 5 décembre 1920 à Tsay-Udaït, Dar Salah, Ben Taïeb, Souk el Arbáa, Dar Mizziane del Hach Amar, et le lendemain à Halaud et Yemáa de Nador, puis le 8 décembre à Ajdir Assous et Tougounts, et deux jours après, à Dar Quebdani, Tizi-Inoren et Dar Bouzian, et le 11 décembre, à Souk de Buhermana, avant enfin de participer le 27 décembre à l’ascension du mont Mauro, opérations par lesquelles le territoire des Beni Saïd passa sans effort en mains espagnoles), s’il en avait même dirigé quelques-unes personnellement, et s’il se mettait en devoir de parcourir le territoire et de visiter les positions nouvellement occupées, Silvestre se gardait pourtant de partager avec lui toute l’information et de l’impliquer dans les développements politico-militaires.
Toujours au mois de décembre 1920, Navarro prit part, le 27, à la conquête d’Oulad Aïsa, destinée à compléter l’occupation du Mauro, et en janvier 1921, s’empara de Mehayast dans la kabila de Beni Oulichek, puis le lendemain Sidi-Hussaïni ; le 15, il apporta son concours à l’occupation des hauteurs d’Anoual, et le 12 mars, à la prise de Sidi Driss, premier pas en direction de la rive gauche du fleuve Amékran, sur les terres des Tensamane.
En avril 1921 lui fut octroyée la grand-croix du Mérite militaire avec insigne distinctif rouge, pour ses « services rendus en campagne et ses mérites dans notre zone de Protectorat en Afrique au cours d’une période d’opérations dépassant six mois, sur proposition du Haut-Commissaire d’Espagne au Maroc et en accord avec le Conseil des ministres ».
En l’absence de Silvestre, alors en déplacement en métropole, Navarro assura à titre intérimaire le commandement de la zone de Melilla pendant deux semaines, en avril et mai 1921.

#### Débâcle d’Anoual
Navarro est passé à la postérité par son action lors de la dénommée bataille d’Anoual en juillet et août 1921, face aux forces rifaines d’Abdelkrim.
Après qu’il eut appris la détérioration de la situation militaire au lendemain de la conquête du mont Dhar Ubarran début juin 1921, Navarro, qui se trouvait en permission de convalescence à Madrid, revint précipitamment à Melilla le 19 juillet, et se rendit aussitôt personnellement sur le théâtre des opérations, à savoir dans la base avancée d’Anoual, en emmenant avec lui des renforts, sous les espèces de troupes supplétives de la Police indigène, dans le but de mener une ultime tentative de se porter au secours de la redoute assiégée d’Ighriben,, . Cependant les forces rifaines, numériquement supérieures et postées en situation avantageuse, causaient des pertes espagnoles nombreuses et empêchaient les colonnes de secours successives que Navarro, pressé par Silvestre, envoyait à Ighriben d’approvisionner la redoute,,. Le 20 juillet, Silvestre lui-même rejoignit Anoual et renvoya Navarro à Melilla pour y faire une demande urgente de renforts, mais le 22 juillet, ayant appris à midi la nouvelle de la retraite d’Anoual et de la débâcle des troupes espagnoles, il se précipita à nouveau vers la ligne de front. En chemin, informé de la mort de Silvestre, qui se serait suicidé après avoir ordonné l’évacuation d’Anoual, il se chargea du commandement direct des opérations et prit la tête de la colonne de retraite des forces espagnoles, démoralisées et paniquées, en s’efforçant de les organiser et de recueillir au cours du trajet le plus grand nombre possible de garnisons en repli. Navarro se replia vers l’est en combattant, allant de position en position, durant six journées épuisantes, prenant temporairement ses quartiers tour à tour à Ben Taïeb, Driouch, Batel et Tiztoutine, pour enfin se fixer le 29 juillet dans le fort de Mont-Aroui. Rejetant l’idée d’abandonner les blessés pour poursuivre la retraite à travers la zone entre Mont-Aroui et la place de Melilla, zone occupée par les milices rifaines rebelles, Navarro avait décidé de se fixer à Mont-Aroui jusqu’à l’arrivée de renforts, lesquelles cependant ne viendront pas, le haut-commissaire espagnol au Maroc, le général Berenguer, choisissant de centrer ses ressources sur la défense de Melilla, qu’il estimait directement menacée.
Navarro résista fermement aux attaques rifaines, en organisant la position, en distribuant ordres et consignes, et en se tenant aussi au pied de la muraille d’enceinte pour encourager ses hommes. La situation à Mont-Aroui étant devenue intenable par le manque d’eau potable et de matériel, Berenguer, toujours réticent à l’envoi de renforts, autorisa Navarro à entamer des pourparlers avec les chefs rifains en vue de la reddition du fort,,. Repoussant d’abord cette proposition, Navarro finit par céder au bout de onze jours, lorsque se furent épuisés les vivres et l’eau et que s’aggravait la pénurie de munitions, tandis que se poursuivait le pilonnage des canons rifains contre lequel la garnison était impuissante à se défendre et à riposter (Navarro lui-même fut grièvement blessé par la mitraille, sans pour autant céder le commandement), et que les morts se multipliaient, ainsi que les désertions,.
Finalement, le 9 août, après consultation de ses officiers et obtention de leur approbation, Navarro capitula et accepta le pacte de reddition stipulant la remise des armes aux Rifains en contrepartie de la vie sauve pour tous les soldats espagnols. Le pacte conclu, les Espagnols déposèrent leurs armes et quittèrent le fort, pendant que les malades et blessés, rassemblés devant le portique d’entrée du fort, se disposaient à évacuer. Au moment de l’ordre de départ, les combattants rifains se mirent à attaquer les Espagnols désarmés, les massacrant quasiment tous. Ne survécurent que 60 hommes sur les 3000 assiégés, dont quelques officiers (parmi lesquels Navarro), capturés comme moyen de pression sur l’Espagne et en vue de les échanger contre rançon, ainsi que quelques artilleurs et travailleurs sanitaires dont ils voulaient utiliser le savoir-faire, en plus de quelques soldats fortunés ayant réussi à s’échapper,,,,,. Les cadavres restèrent sans sépulture jusqu’à la reconquête du fort plusieurs mois plus tard.

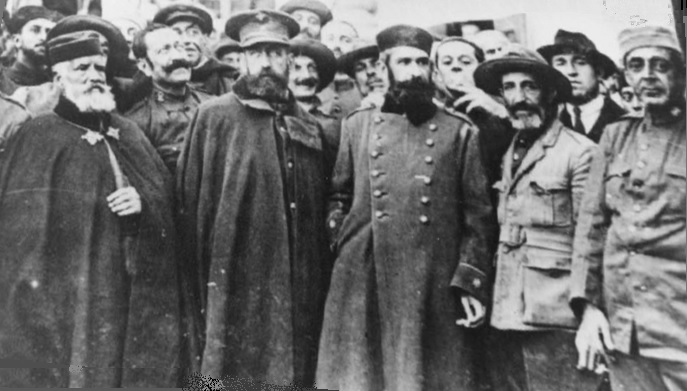
De gauche à droite : le colonel d’infanterie Araujo, le général Navarro, le lieutenant-colonel d’infanterie Manuel López Gómez, le lieutenant-colonel d’infanterie Eduardo Pérez Ortiz et le commandant de cavalerie José Gómez Zaragoza, à leur débarquement à Melilla, de retour de captivité.

Navarro fut retenu captif par les Rifains pendant un an et demi, du 9 août 1921 au 27 janvier 1923, à Ajdir, chef-lieu de la kabila de Beni Ouriaghel, fief d’Abdelkrim, et qui allait devenir la capitale de la république du Rif. Pendant sa captivité, il eut à subir nombre de vexations de la part de ses capteurs, et passa de longues semaines enchaîné. Il intervint plusieurs fois en faveur de ses subordonnés détenus comme lui. En décembre 1922, il fut déclaré par les autorités militaires espagnoles « perte éventuelle pour le service », et reçut un statut équivalant à celui de mise en disponibilité, comme prisonnier de guerre au pouvoir de l’ennemi, ce qui créait une vacance de poste, à laquelle fut pourvu le jour même par la montée en grade du colonel Queipo de Llano. Finalement libéré le 27 janvier 1923, Navarro fut le dernier à quitter la prison d’Ajdir et fut transféré par voie de mer à Melilla, puis de là à Madrid, où la grave crise politique créée par la débâcle conduisit en septembre de cette année à l’instauration de la dictature de Primo de Rivera.
Dans le cadre de l’enquête Picasso visant à cerner les responsabilités dans la débâcle d’Anoual, Navarro dut comparaître devant un conseil de guerre présidé par le capitaine général Valeriano Weyler, alors chef de l’état-major central de l’armée espagnole. Il eut à faire face à de graves accusations de la part du procureur du Conseil suprême de la guerre et de la marine, le général de division José García Moreno, qui requit une peine de huit ans de prison et la dégradation. Cependant, le plaidoyer tenu par l’auditeur du Corps juridique militaire (CJM), Luis Rodríguez de Viguri, particulièrement convaincant, eut pour effet que le procureur retira les charges dès le lendemain de l’audience du 23 juin 1924, et que Navarro fut jugé non coupable de tous les chefs d’accusation et acquitté,.
Totalement réhabilité et félicité pour son acuité de jugement comme commandant à Anoual, il fut promu le mois suivant juillet 1924, alors âgé de 61 ans, au grade de général de division avec effet rétroactif jusqu’à 1921. À la même date, il se vit confier le commandement de la 9e division de cavalerie à Saragosse, puis, un mois après, en août, fut nommé général inspecteur des forces de cavalerie de la Péninsule. Il se déplaça en Extrémadure en septembre afin de reconnaître la zone où devaient se dérouler les manœuvres des forces de cavalerie et d’artillerie de la Ire région militaire. En considération de sa blessure au combat à Mont-Aroui, il lui fut décerné la médaille de Souffrance pour la patrie (Medalla de Sufrimientos por la Patria), assortie d’une pension.

#### Commandant général de Ceuta (1924-1925)
Toujours en septembre 1924, Navarro fut nommé commandant général de Ceuta, auquel titre il parcourut et inspecta le territoire sous sa tutelle, et prit une part active dans les opérations militaires menées dans la zone Ceuta-Tétouan, en dirigeant plusieurs combats et en supervisant en particulier, en décembre 1924, la difficile retraite des troupes espagnoles de Chefchaouen, Dar-Acobba et Souk el Arbaa vers Ben-Karrik, en passant par Tarranes et Karikera, dans le cadre du vaste repli général ordonné par Primo de Rivera. À plusieurs occasions, en l’absence du général en chef de l’armée d’opérations en Afrique José Sanjurjo, il prit le commandement à titre intérimaire de l’armée d’Afrique.
Le 23 avril 1925, pendant qu’il se rendait de Tétouan à Ceuta, il eut un grave accident d’automobile après qu’une roue se fut détachée de son véhicule, que celui-ci eut versé et quitté la route avant d’être embouti par la voiture qui suivait. Navarro fut grièvement blessé à la tête et aux jambes, mais se rétablit promptement.
Début novembre 1925, il fut désigné aide de camp du roi, mais poursuivit concomitamment sa mission ordinaire au Maroc, sous les ordres du haut-commissaire, le général Sanjurjo.

### Retour définitif dans la métropole (1925)

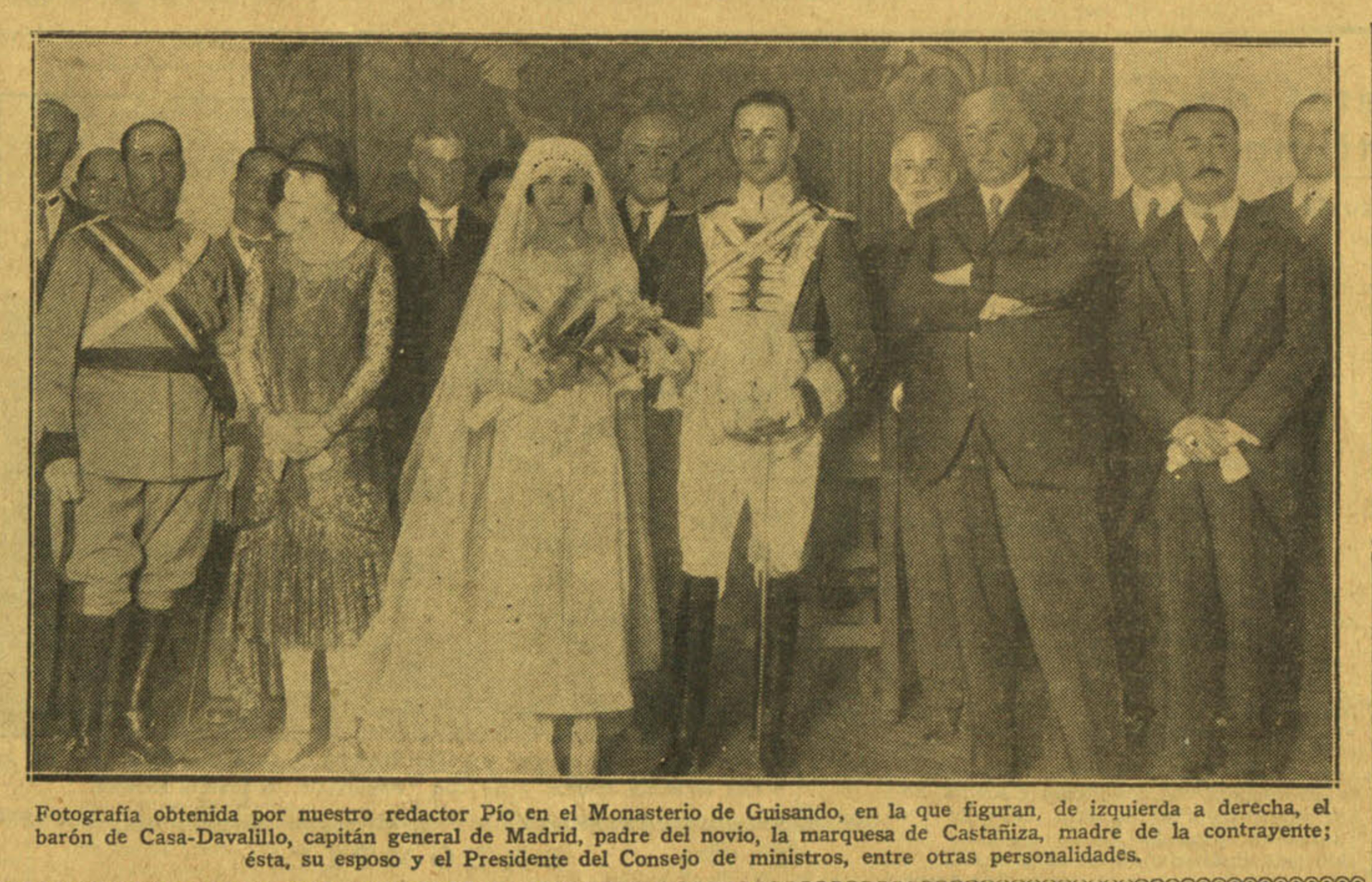
Felipe Navarro Ceballos-Escalera (à gauche) en 1928, au mariage de son fils José Navarro Morenés avec María Inmaculada Peláez de la Puente, fille de la marquise de Castañiza.

À la fin novembre 1925, Navarro mit fin à ses fonctions marocaines et se voua à son office d’aide de camp du roi. En février 1926 lui fut conférée la grand-croix de Marie-Christine « en récompense des éminents services rendus et des mérites qu’il s’est acquis dans des opérations actives de campagne dans notre Zone du Protectorat au Maroc, dans le laps de temps compris entre le 1er août 1924 et le 1er octobre 1925, sur proposition du ministère de la Guerre, en accord avec le Conseil des ministres et au vu du rapport favorable émis par le Conseil suprême de la Guerre et de la Marine », selon le communiqué officiel.
En août 1926, à l’issue de seulement deux années comme général de division, Navarro fut promu au rang de lieutenant général (à 63 ans), par suite de la vacance résultant du décès du général José Zabalza, et nommé le mois suivant capitaine général de la VIe région militaire (avec siège à Burgos) et en avril 1927 capitaine général de la Ire région militaire (Madrid),. Après qu’en octobre de la même année Primo de Rivera eut créé l’Assemblée nationale consultative, comme organe politique en façon de parlement limité, Navarro en fut fait membre « de droit » en vertu de sa qualité de capitaine général. Navarro exerça ces deux offices durant toute l’existence de ladite Assemblée, jusqu’à sa dissolution en février 1930, deux semaines après la démission de Primo de Rivera et sous le gouvernement du général Berenguer. Un mois plus tard, Navarro fut nommé chef de la Maison militaire du roi et commandant en chef du Corps royal de hallebardiers,.
Ayant atteint l’âge réglementaire, il passa quatre mois plus tard, en juillet 1930, au cadre de première réserve, ce qui mit un terme à sa carrière militaire, à l’âge de 68 ans et au bout de 53 ans de service actif. En mai 1931, il prêta le serment de fidélité à la République et entreprit ensuite un périple à travers la France et l’Italie. Techniquement parlant, sa carrière ne s’acheva que quatre années après, en juillet 1934, lorsqu’il passa, une fois atteint l’âge réglementaire de 72 ans, au statut de seconde réserve, ce qui équivaut à la retraite. La République avait alors trois ans et en était à sa phase conservatrice. Le 13 mai 1935, son épouse décéda à l’âge de 72 ans, après 49 années de mariage,.

## Guerre civile et assassinat

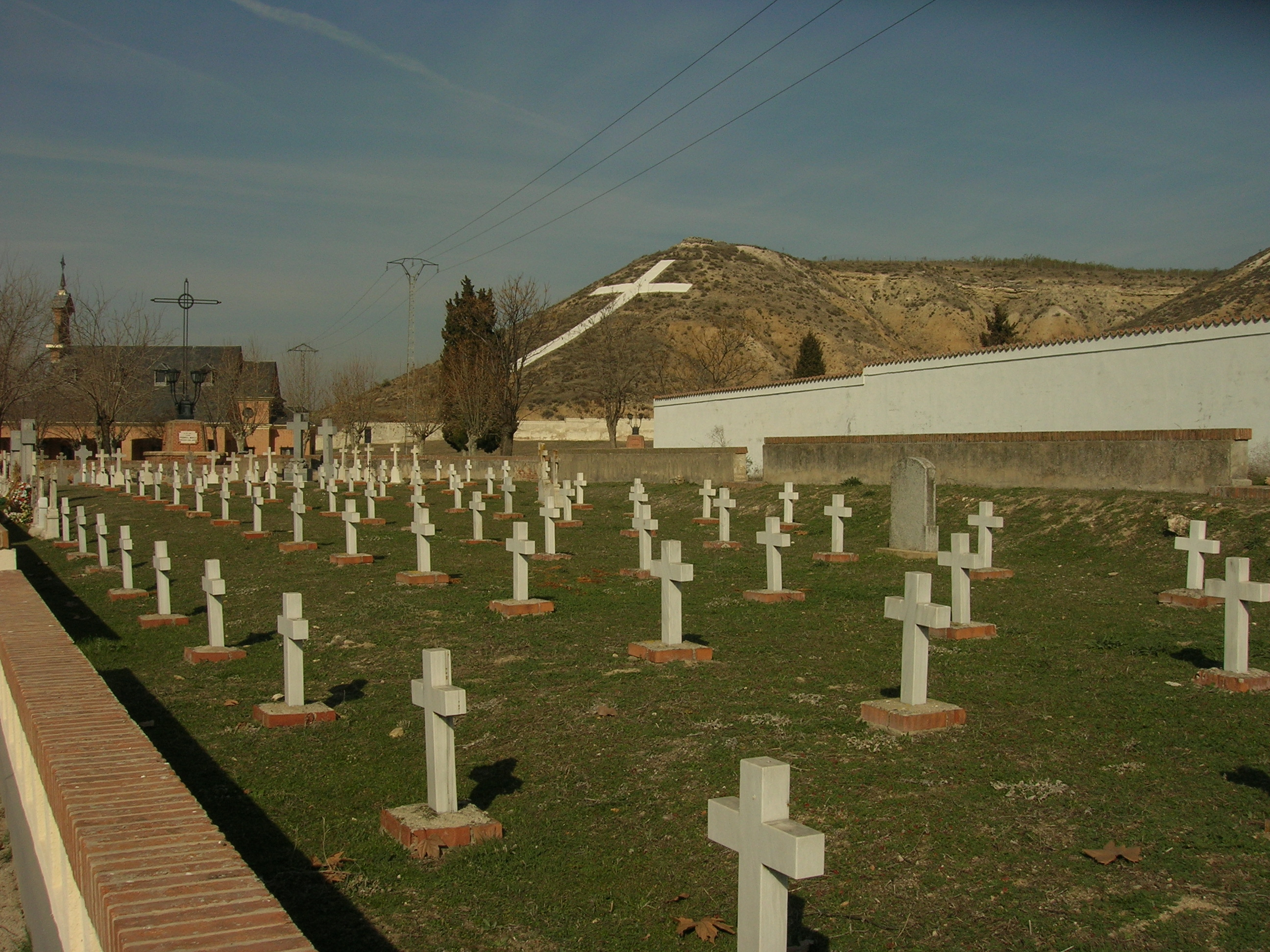
Fosse commune no 2 dans le cimetière des Martyrs de Paracuellos de Jarama.

Le 14 août 1936, alors qu’il se trouvait à son domicile de la calle del Marqués de Riscal, dans le quartier Almagro de Madrid, Navarro fut interpellé par des miliciens du Front populaire et emmené à la Direction générale de la sûreté, puis écroué le même jour dans la prison Modèle. Il avait alors 74 ans, était retraité depuis deux ans et n’avait pas pris part au coup d’État de juillet, mais ses convictions conservatrices et monarchistes semblent avoir été une raison suffisante pour le faire incarcérer. Pendant l’assaut donné à la prison lors du massacre du 22 août, alléguant qu’il n’avait déjà vécu que trop longtemps, Navarro fit un rempart de son corps pour protéger un groupe de jeunes gens se trouvant dans la cour de la prison au moment où les milices anarchistes ouvraient à partir du toit le feu avec une mitrailleuse. Mettant à profit l’incendie allumé peu après et la confusion, il réussit à s’échapper, mais arrivé à son logis, il décida de prendre un bain avant de reprendre sa fuite. Les miliciens le découvrirent là et le remirent en détention. Le 7 novembre, à l’occasion d’une des Sacas de presos pratiquées à cette époque dans la prison Modelo, il fut conduit à Paracuellos de Jarama, non loin de Madrid, où il fut exécuté probablement dans l’après-midi en même temps qu’un de ses fils, lors de ce qu’il est convenu d’appeler les massacres de Paracuellos. Ce fils, Carlos Navarro Morenés, était lieutenant d’infanterie (nommé capitaine à titre posthume), avait adhéré à Action populaire (parti politique associé à la CEDA), et était membre de Falange Española de las JONS et du cercle militaire Gran Peña ; arrêté par la police à son domicile madrilène le 7 octobre, il allait par la suite partager le sort de son père, laissant derrière lui une veuve et deux orphelins. À l’égal d’autres cas similaires, il n’y eut aucune plainte déposée contre ces arrestations illégales, ni instruction judiciaire, et les décès ne furent pas consignés à l’état civil ni les corps retrouvés. Le fils aîné de Navarro, Felipe, alors lieutenant-colonel, fut également emprisonné au début de la guerre civile, mais survécut. Les restes de Navarro reposent dans la fosse commune no 2, l’une des sept fosses protégées que compte le cimetière auquel a été donné le nom de Cimetière des victimes du massacre de Paracuellos.

## Autres activités

### Compétition hippique
Cavalier chevronné, Navarro siégea dans le jury des concours hippiques internationaux qui eurent lieu à Bruxelles en 1905 et à Lisbonne en 1909.

### Essayiste et traducteur
Navarro est l’auteur de quelques écrits et de traductions d’écrits traitant de sujets militaires :
- El Raisuni.
- Traduction, en collaboration avec le lieutenant-colonel du génie Francisco Echagüe y Santoyo, de Guerre d'Afrique, guide annexe des règlements sur le service en campagne et les manœuvres de René-Jules Frisch (Paris, rééd. Librairie militaire Berger-Levrault et Cie), sous le titre La guerra en África, paru aux éditions Talleres del Depósito de la Guerra, Madrid, 1910.
- Préface au journal de campagne et de captivité du capitaine Sigifredo Sainz Gutiérrez, membre de son état-major lors de la débâcle d’Anoual, journal intitulé Con el general Navarro. En operaciones - En el cautiverio (éd. Sucesores de Rivadeneyra, Madrid 1924).

### Titres nobiliaires et honorifiques
- Baron de Casa Davalillo, par alliance.
- Gentilhomme de la chambre avec exercice.
- Chevalier de l’ordre de Calatrava.
- Chevalier de la Confrérie royale des hidalgos de Notre-Dame-de-la-Charité (Real Hermandad de Infanzones de Nuestra Señora de la Caridad) du bourg impérial d’Illescas (province de Tolède)[29].

### Descendance
Navarro eut de son unique mariage avec María Cristina Morenés y García Alessón (1862-1935), baronne de Casa Davalillo, quatre enfants :
- Felipe Navarro y Morenés (1893-1975), baron de Casa Davalillo, général de division d’infanterie, époux d’Ana María Figueroa y O'Neill, marquise del Norte.
- José Luis Navarro y Morenés (1897-1974), général de division de cavalerie et double médaillé olympique en sport hippique, époux de María Inmaculada Peláez y de la Puente, comtesse de Casa Loja et marquise de Castañiza.
- Carlos Navarro y Morenés (1910-1936), capitaine d’infanterie, époux de María Josefa Martínez de Avellanosa y Llaguno, assassiné en même temps que son père à Paracuellos de Jarama.
- Cristina Navarro y Morenés (1912-1985), épouse d’Emilio López de Letona y Chacón, général de brigade de cavalerie.